# براندون لويد
براندون لويد (بالإنجليزية: Brandon Lloyd)‏ هو لاعب كرة قدم أمريكية أمريكي، ولد في 5 يوليو 1981 في كانساس سيتي في الولايات المتحدة.

## وصلات خارجية
- براندون لويد على موقع مرجع كرة القدم المحترفة.كوم (الإنجليزية)